# John Earl Coleman
John Earl Coleman (Tresckow, 26 marzo 1930 – 22 novembre 2012) è stato un insegnante statunitense di meditazione Vipassanā, una sorta di meditazione del buddismo Theravada, che ha operato a lungo in Italia per diffondere questa antica tecnica meditativa.
Dopo gli studi, entrò nell'esercito degli Stati Uniti negli anni '50 e prestò servizio in Corea durante la guerra. Successivamente è entrato a far parte della neonata Central Intelligence Agency ed è stato di stanza in Thailandia tra la fine degli anni '50 e l'inizio degli anni '60. Per la sua attività nella CIA, lavorava sotto copertura ufficialmente per la Southeast Asia (SEA) Supply Corporation, consulenti del governo thailandese, come specialista in criminologia.

## Meditazione Vipassanā
Durante i suoi anni in Thailandia ha iniziato ad interessarsi alla meditazione Vipassanā. Lavorando per la CIA, Coleman nel suo tempo libero ha viaggiato attraverso l'India, la Birmania, il Giappone e la Thailandia e ha incontrato insegnanti spirituali leggendari come Jiddu Krishnamurti, Maharishi e D.T.Suzuki.
Dopo diversi tentativi di studiare la meditazione Vipassanā con diversi monaci in Thailandia, la sua ricerca si è concretizzata a Yangon / Rangoon sotto la guida del grande maestro di meditazione Vipassanā  Sayagyi U Ba Khin, che aveva fondato il Centro Internazionale di Meditazione. Sayagyi U Ba Khin era anche l'insegnante di S. N. Goenka e Mya Thwin, conosciuta anche come Madre Sayamagyi.
Al Centro Internazionale di Meditazione di Rangoon, Coleman ha tenuto un corso di Vipassanā di 10 giorni con Sayagyi U Ba Khin. Dopo una prima fase di interrogativi e di sostanziale delusione per il percorso intrapreso, alcuni anni dopo Coleman tornò al centro di Sayagyi a Yangon per un altro corso di meditazione. Questa volta, si immerge nell'esperienza di Vipassanā. Con questo nuovo approccio, ha attraversato fasi familiari a qualsiasi meditatore. E una volta che ha smesso di sforzarsi di capire, la comprensione gli è arrivata in un momento di intuizione trascendente. Scrive nel suo libro, "La mente tranquilla": "Non posso e non perderò mai il ricordo di quel momento. Rimarrà sempre assolutamente indimenticabile e inestirpabile nella mia mente".

## Lignaggio
Il metodo di Coleman per praticare Vipassanā si basa su ritiri di dieci giorni come aveva appreso da Sayagyi U Ba Khin. Ba Khin ha elaborato questo metodo specialmente per i laici che hanno famiglia e lavoro. Lo stesso Ba Khin ha imparato Vipassanā da un laico, Saya Thetgyi, il cui insegnante era il monaco Ledi Sayadaw. Un altro importante insegnante di Ba Khin era stato il monaco Webu Sayadaw, considerato un arhat.